# ISO/IEC 7813
ISO/IEC 7813 é um padrão internacional criado pela Organização Internacional para Padronização (ISO) e a Comissão Eletrotécnica Internacional (IEC) que define características especiais de cartões magnéticos destinados a transações financeiras, como cartões de crédito.
Especifica as características físicas dos cartões, como o tamanho, formato e localização da fita magnética.